# 阿普256
阿普256（Arp 256）是一對交互作用中的螺旋星系，在天球上位於鯨魚座。該系統的成員星系分別稱為阿普256南（Arp 256S）和阿普256北（Arp 256N）